# District de Myagdi
Le district de Myagdi (en népalais : म्याग्दी जिल्लााा) est l'un des 77 districts du Népal. Il est rattaché à la province de Gandaki. La population du district s'élevait à 112 414 habitants en 2011.
En juillet 2020, le district est touché par des inondations meurtrières.

## Histoire
Il faisait partie de la zone de Dhawalagiri et de la région de développement Ouest jusqu'à la réorganisation administrative de 2015 où ces entités ont disparu.

## Subdivisions administratives
Le district de Myagdi est subdivisé en 6 unités de niveau inférieur, dont une municipalité et 5 gaunpalikas ou municipalités rurales.

Vue de l'Himalaya depuis le village de Ghorepani dans le district de Myagdi. On voit le Dhaulagiri, l'Annapurna et le Machapuchare.

| # | Nom         | Nom en népalais | Type         | Population (2011) | Superficie (km2) |
| - | ----------- | --------------- | ------------ | ----------------- | ---------------- |
| 1 | Beni        | बेनी              | municipalité | 33 498            | 76,57            |
| 2 | Annapurna   | अन्नपुर्ण          | gaunpalika   | 13 315            | 556,41           |
| 3 | Dhawalagiri | धवलागिरी           | gaunpalika   | 14 104            | 1 037            |
| 4 | Mangala     | मंगला             | gaunpalika   | 16 286            | 89               |
| 5 | Malika      | मालिका             | gaunpalika   | 19 458            | 147              |
| 6 | Raghuganga  | रघुगंगा            | gaunpalika   | 15 753            | 379              |